# Sándor Kiss
Sándor Kiss (ur. 3 czerwca 1962 w Tura) – węgierski zapaśnik walczący w stylu wolnym. Olimpijczyk z Barcelony 1992, gdzie zajął ósme miejsce w kategorii 100 kg.
Piąty na mistrzostwach świata w 1990 i 1991. Czwarty na mistrzostwach Europy w 1989 i 1992 roku.
- Turniej w Barcelonie 1992

Pokonał Senegalczyka Alioune Dioufa i Magdiela Gutiérreza z Nikaragui, a przegrał z Ali Kayalim z Turcji, Leri Chabiełowem z WNP i w pojedynku o siódme miejsce z Markiem Colemanem z USA.